# Вахтанг I, князь Мухранский
Вахтанг I (груз. ვახტანგ I მუხრანბატონი; Вахтанг I Мухранбатони; 1511 — 1 октября 1580) — грузинский тавади («князь») из династии Мухран-Батони, боковой линии царской династии Багратионов в Картли, и князь (батони) Мухранский (1539—1580). Также он занимал должность командира ополчения Шида-Картли.

## Биография
Вахтанг был старшим сыном Баграта Мухранбатони, 1-го князя Мухранского, родоначальника династии Багратион-Мухранских, и младшего сына Константина II, первого царя Картли. Он был родственником царя Картли Луарсаба I и его сына Симона I.
В 1539 году Баграт отказался от власти и удалился в монастырь. Новым князем Мухранским стал его старший сын Вахтанг (1539—1580). Его соправителем стал младший брат Ашотан I Мухранбатони (1539—1561). Область Мухрани была буферной зоной на границе Картли с другим конкурирующим грузинским царством Кахети. В 1554 году во время вторжения в Грузию иранских войск Вахтанг вместе с семьей бежал в Самцхе. Один из его братьев, Арчил (ум. 1582), был в 1557 году взят в плен иранцами, а другой, Ашотан, погиб в 1561 году во время набега горцев Пхови на Мухрани.
В 1569 году персидский шах Тахмасп I отстранил от престола царя Картли Симона и назначил новым царем его брата Давида (Дауд-хана), принявшего ислам. Дауд-хан смог контролировать только те районы, где находились иранские войска. Большинство христианских сановников царства Картли отказались признавать власть иранского ставленника Дауд-хана и признали князя Вахтанга Мухранского регентом Картли. В 1578 году Картли стала поле битвы между Османской империей и Сефевидским Ираном. В Картли вторглась огромная османская армия под командованием визиря Мустафы Лала-паши. Дауд-хан сжег свою столицу Тбилиси и отступил в горы. Лала-паша назначил правителем Картли князя Вахтанга Мухранбатони. Вахтанг с двумя вельможами прибыл в турецкий лагерь, где был принят Лала-пашой и отпущен в свои вотчины.
В октябре 1578 года иранский шах освободил из заключения прежнего царя Картли Симона, который вернулся на родину и нанес удар по турецким гарнизонам и по своим старым врагам. Один из них, Бардзим Амилахвари, был арестован. Князь Вахтанг Мухранский попытался заступиться за него, но был взят под стражу по распоряжению царя Симона и заключен в тюрьму в замке Кехви. При содействии Нестан-Дареджан, жены Симона, вскоре Вахтанг Мухранбатони был освобожден. В 1580 году после смерти Вахтанга Мухранский удел унаследовал его старший сын Теймураз I (1572—1625). Первоначально регентом при малолетнем Теймуразе был Ираклий I Арчилович (1560—1605), племянник Вахтанга.

## Брак и дети
Вахтанг был женат на Хваранзе (происхождение и фамилия которой были неизвестны). Их дети:
- Теймураз I (1572—1625), князь Мухранский (1580—1625)
- Кайхосро (ум. 1629), князь Мухранский (1625—1626)
- Баграт (1572-?)[4]

Историк Кирилл Туманов, специалист по истории Закавказья, считал, что Теймураз и Баграт был одним из тем же человеком.